# Wang Hongni
Wang Hongni (* 9. März 1982 in Jinan, Shandong) ist eine ehemalige chinesische Triathletin, Olympionikin (2004) und Asienmeisterin Triathlon (2005).

## Werdegang
Wang Hongni studierte drei Jahre an einer Sportuniversität des chinesischen Militärs.
Bei der Asiatischen Triathlonmeisterschaft auf den Philippinen gewann sie im April 2004 hinter der Japanerin Akiko Sekine die Silbermedaille.

### Olympische Sommerspiele 2004
Bei den im selben Jahr in Athen stattfindenden Olympischen Sommerspielen nahm Wang ebenfalls teil. Den am 25. August stattfindenden olympischen Wettbewerb beendete Wang Hongni auf dem 40. Platz.
Im Juli 2005 wurde sie Asienmeisterin Triathlon.
In Doha gewann Wang bei den Asienspielen 2006 die Goldmedaille.

### Dopingsperre 2007
Bei einer Dopingkontrolle während einer Trainingsphase am 24. August 2007 wurde Wang Hongni der Missbrauch von Testosteron nachgewiesen.
Der Weltverband sprach gegen die 24-Jährige, die als Goldhoffnung für die Olympischen Sommerspiele 2008 in Peking galt, eine Sperre von zwei Jahren aus.
Im Oktober 2009 lief diese Sperre aus.

## Sportliche Erfolge
| Datum/Jahr    | Rang | Wettbewerb                         | Austragungsort | Zeit     | Bemerkung                                          |
| ------------- | ---- | ---------------------------------- | -------------- | -------- | -------------------------------------------------- |
| 22. Mai 2011  | 1    | ITU Triathlon Premium Asian Cup    | Huangshan      | 02:03:50 |                                                    |
| 17. Juni 2007 | 18   | ITU Hy-Vee World Cup Triathlon     | Des Moines     | 02:10:19 |                                                    |
| 1. Juni 2007  | 5    | ASTC Triathlon Asian Championships | Tongyeong      | 02:06:50 | Nationale Meisterschaft                            |
| 13. Mai 2007  | 6    | BG Triathlon World Cup             | Richards Bay   | 02:04:36 | [ 3 ]                                              |
| 15. Apr. 2007 | 10   | BG Triathlon World Cup             | Ishigaki       | 02:06:54 | hinter der Siegerin Vanessa Fernandes aus Portugal |
| 25. März 2007 | 53   | BG Triathlon World Cup             | Mooloolaba     | 02:12:03 |                                                    |
| 8. Dez. 2006  | 1    | 15. Asienspiele                    | Doha           | 01:59:44 | Siegerin auf der olympischen Distanz               |
| 2. Juli 2005  | 1    | ASTC Triathlon Asian Championships | Singapur       | 02:02:42 | Nationale Meisterin beim Singapore Triathlon       |
| 25. Aug. 2004 | 40   | Olympische Spiele 2004             | Athen          | 02:18:40 |                                                    |
| 9. Mai 2004   | 32   | ITU Triathlon World Championship   | Madeira        | 01:58:04 |                                                    |
| 4. Apr. 2004  | 2    | ASTC Triathlon Asian Championships | Subic Bay      | 02:07:13 | Nationale Vizemeisterin                            |
| 6. Dez. 2003  | 48   | ITU Triathlon World Championships  | Queenstown     | 02:20:49 |                                                    |
| 9. Nov. 2002  | 44   | ITU Triathlon World Championships  | Cancún         | 02:12:47 |                                                    |

(DNF – Did Not Finish)